# Packhof (Berlin-Moabit)

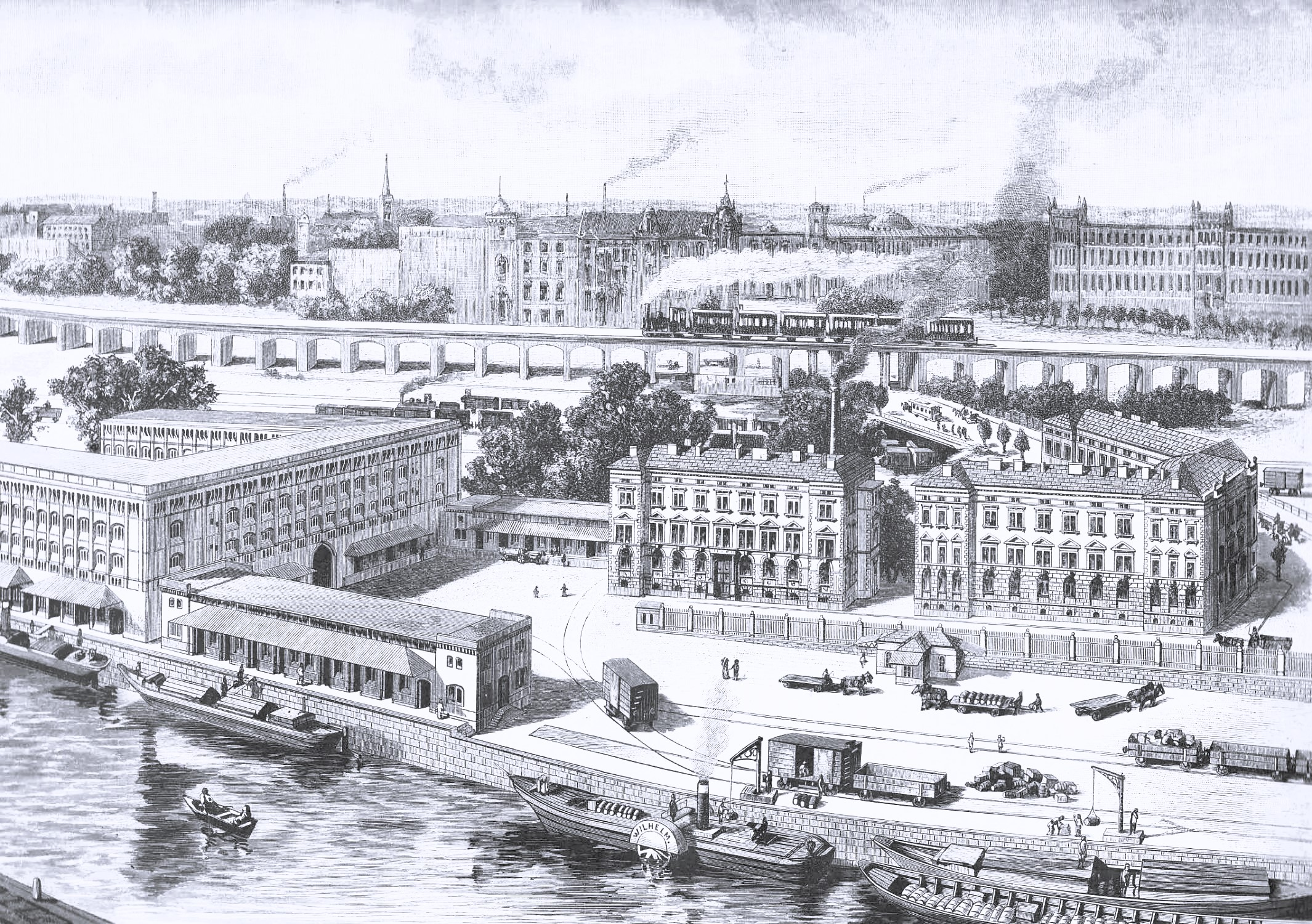
Der neue Packhof in Berlin-Moabit
Holzstich nach Günther-Naumburg von 1885

Der Packhof in Berlin-Moabit war eine wichtige zentrale Zoll- und Steuerstelle, bestehend aus Provinzial-Steuerdirektion, Hauptsteueramt, Niederlagegebäude und verschiedenen Nebengebäuden und -anlagen.

## Geschichte
Auf dem Moabiter Werder entstand 1717 nördlich der Straße Alt-Moabit die Königliche Pulverfabrik, die aus Sicherheitsgründen 120 Jahre später nach Spandau verlegt wurde. Zwischen den Jahren 1811 und 1855 war an dieser Stelle ebenfalls das Flussfreibad Tichys Badeanstalt. 1868 öffnete in unmittelbarer Nähe der Lehrter Bahnhof, weswegen die Badeanstalt weichen musste.
Auf dem Moabiter Werder, zwischen der Stadtbahn und der Spree, in unmittelbarer Nähe zur Moltkebrücke, wurde in den Jahren 1882 und 1886 eine neue Packhofanlage gebaut. Da Teile der Packhofanlage am Kupfergraben neuen Museumsbauten weichen mussten, begannen bereits in den 1870er Jahren Überlegungen, einen neuen Packhof auf dem der damaligen Magdeburg-Halberstädter Eisenbahngesellschaft gehörenden Grundstück zu errichten. Der Regierungsbaumeister Carl Plock (1826–1886) gewann mit seinen Entwürfen den Schinkelwettbewerb 1880. Zusammen mit Fritz Wolff erfolgte die Planung unter der Leitung des Bauinspektors Helmut Weber. Im Frühjahr 1883 begannen die Bauarbeiten unter der Oberbauleitung von Weber, dem für die beiden Verwaltungsgebäude der Regierungsbaumeister Bergmann zur Seite stand, während die übrigen Anlagen dem Regierungsbaumeister Hermann Keller übertragen wurden. Die neue Packhofanlage wurde bis zum Spätherbst 1885 fertiggestellt, das Dienstgebäude der Provinzialsteuerdirektion folgte bis November 1885 und das Hauptsteueramt bis April 1886. Am 5. Juli 1886 konnte die neue Packhofanlage dem Betrieb übergeben werden. Zwischen 1910 und 1928 folgten Erweiterungsbauten.
Nach dem Zweiten Weltkrieg waren der Lehrter Bahnhof und die Umgebung bis auf einen Erweiterungsbau größtenteils zerstört und wurden später abgetragen. Zwar wurde der Bahnhof abgerissen, der Packhof blieb allerdings bestehen, da er Teil der Zollverwaltung war. Ein Speditionsunternehmen siedelte sich nach dem Zweiten Weltkrieg dort an, der Rest blieb allerdings stillgelegt bis zum Mauerfall. Ein Zollamt und ein Hauptzollamt befanden sich bis zur Reorganisation der Zollverwaltung in Berlin dort, das Gebäude des heutigen Biergartens Zollpackhof war früher die dortige Kantine. Nach dem Mauerfall erlebte das Gelände einen Aufschwung. Auf dem ehemaligen Bahnhofsgelände entstand der Garten des Bundeskanzleramtes, der Park auf dem Moabiter Werder sowie die „Bundesschlange“, ein Gebäudeensemble, das als Wohnstatt für die aus Bonn zugezogenen Beamtenfamilien errichtet wurde.
Unter Einbeziehung des noch vorhandenen Altbaus wurde von 2002 bis 2003 ein Neubau für die Feuerwache Tiergarten und den Polizeiabschnitt 34 (seit 2020: Polizeiabschnitt 28) von Sauerbruch Hutton errichtet. Das ursprüngliche Spiritus-Gebäude und spätere Casino des Packhofs, das im Krieg nur wenig beschädigt wurde, wurde zum Restaurant Zollpackhof umgebaut.

Erhaltene Reste des Packhofs
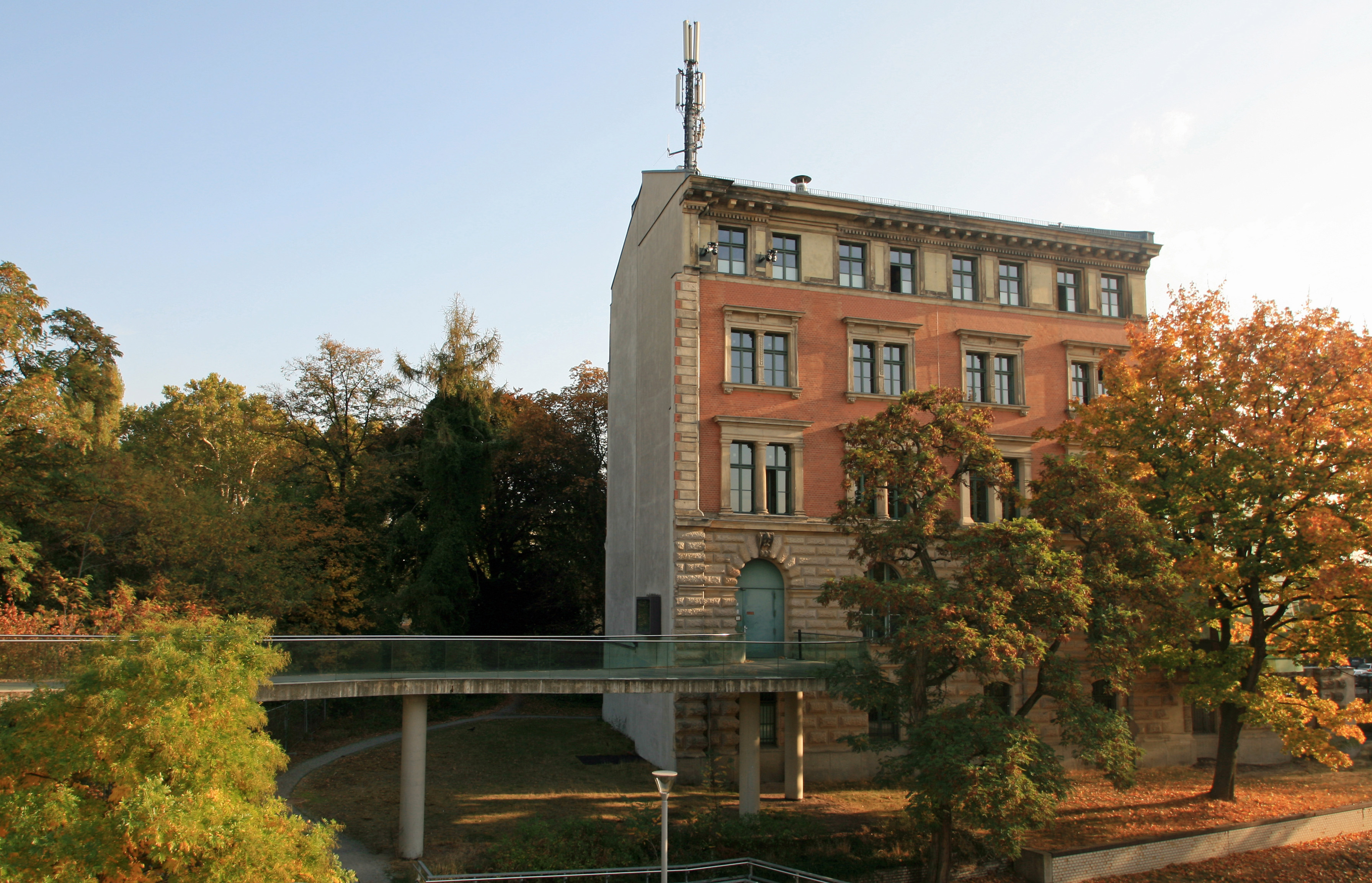
Erhaltener Erweiterungsbau des ehemaligen Packhofs, Alt-Moabit 145
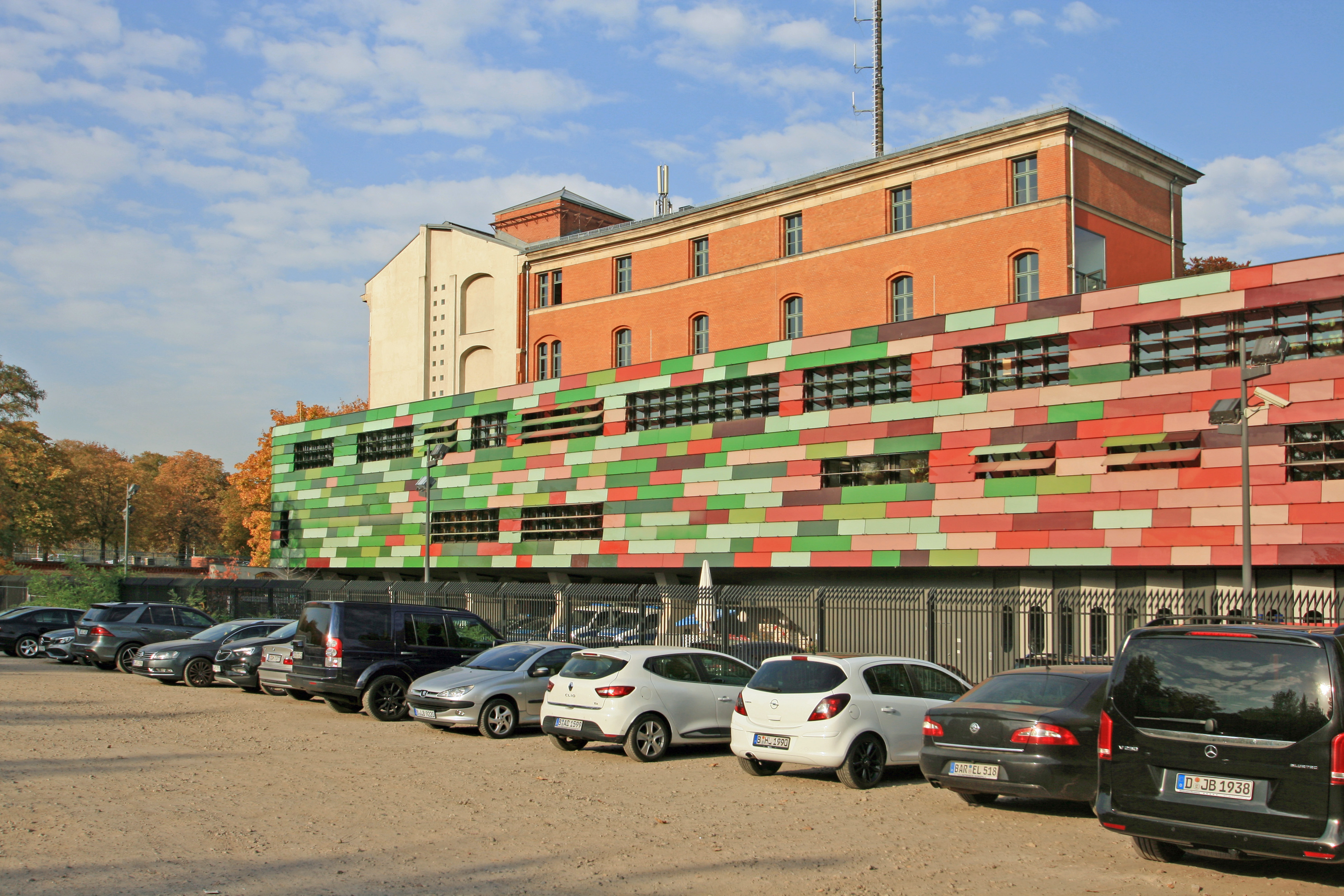
Feuerwache Tiergarten, Elisabeth-Abegg-Straße 2. Dahinter der erhaltene Erweiterungsbau des ehemaligen Packhofs.
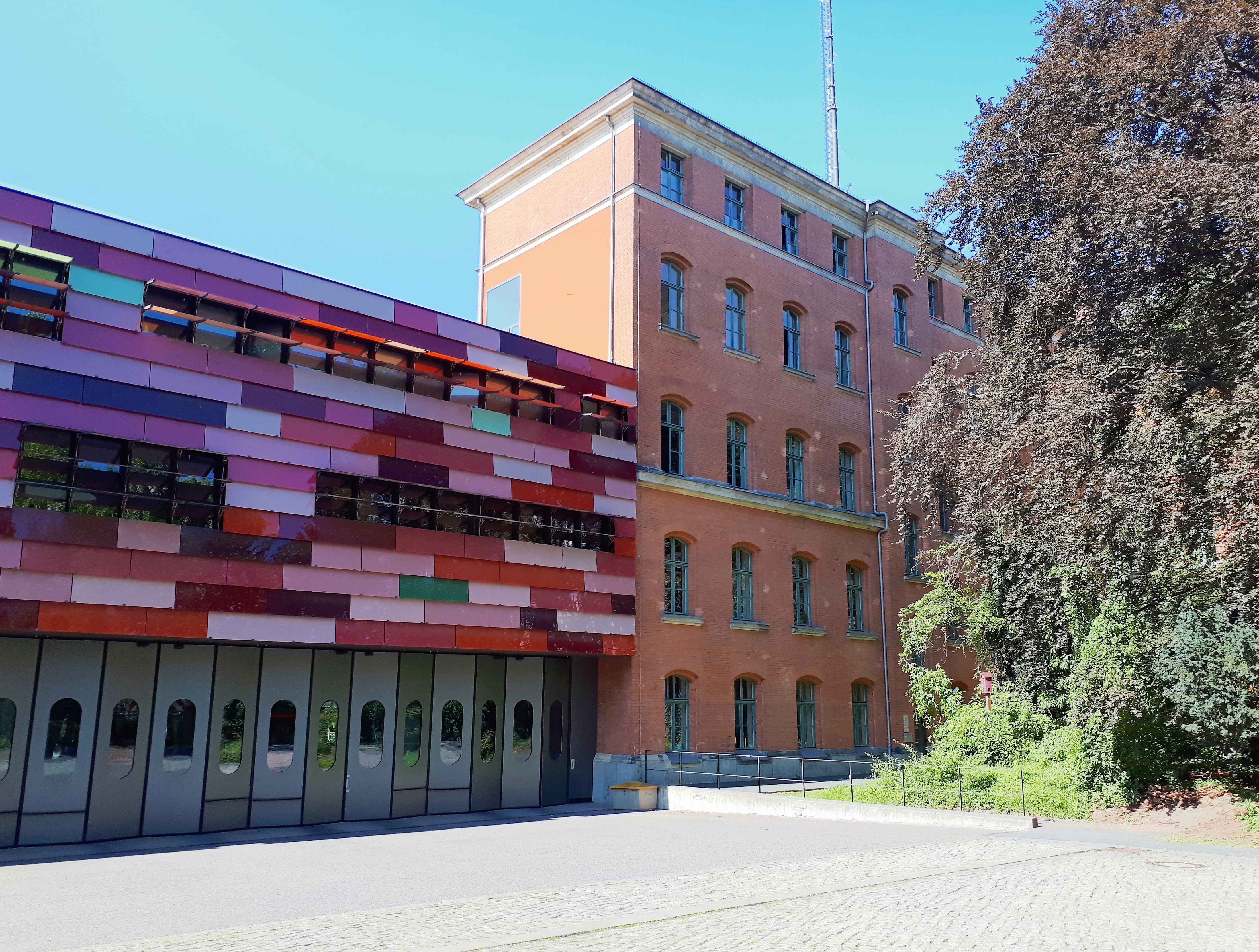
Feuerwache Tiergarten Gebäudeanschluss
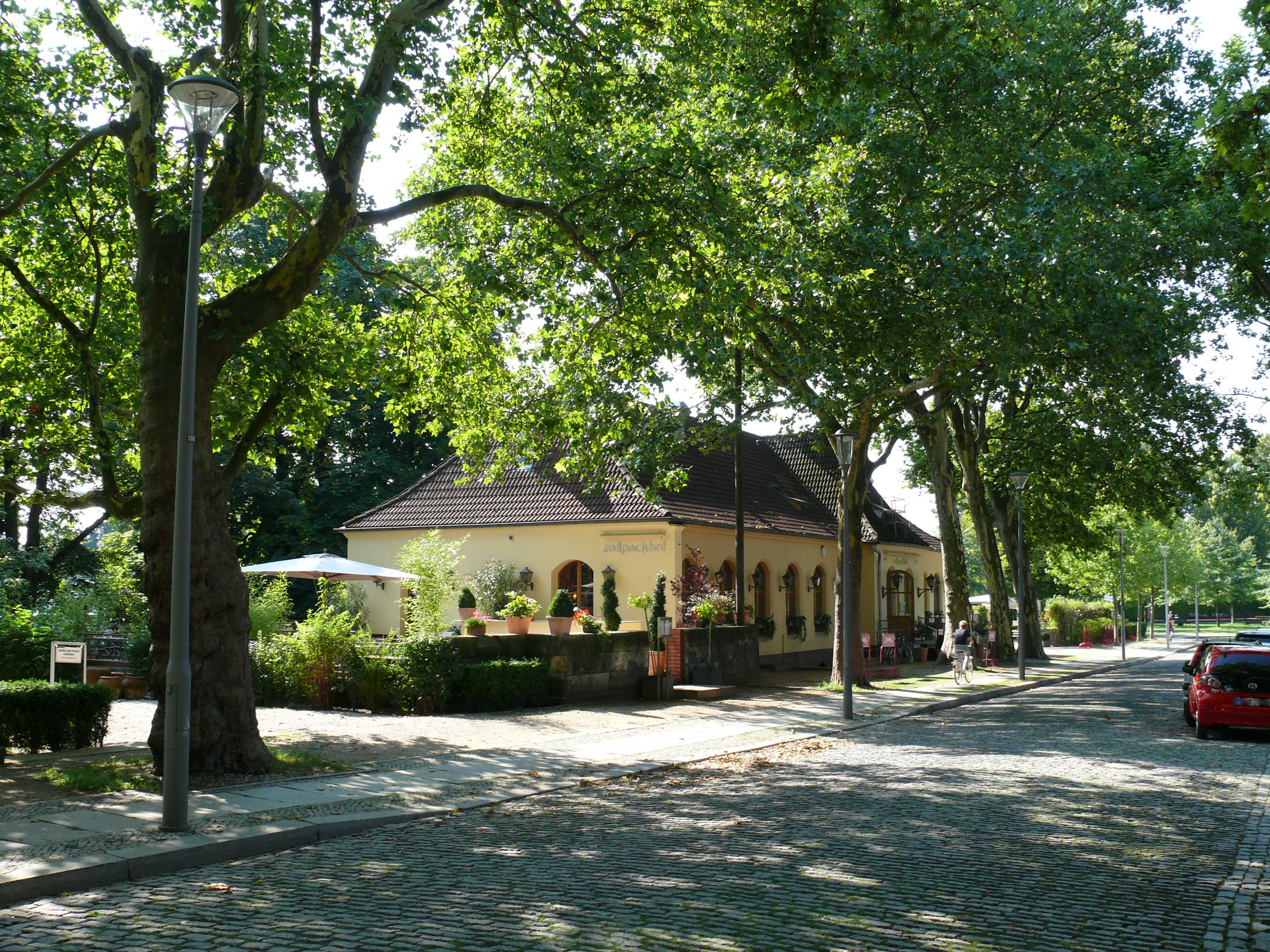
Restaurant Zollpackhof
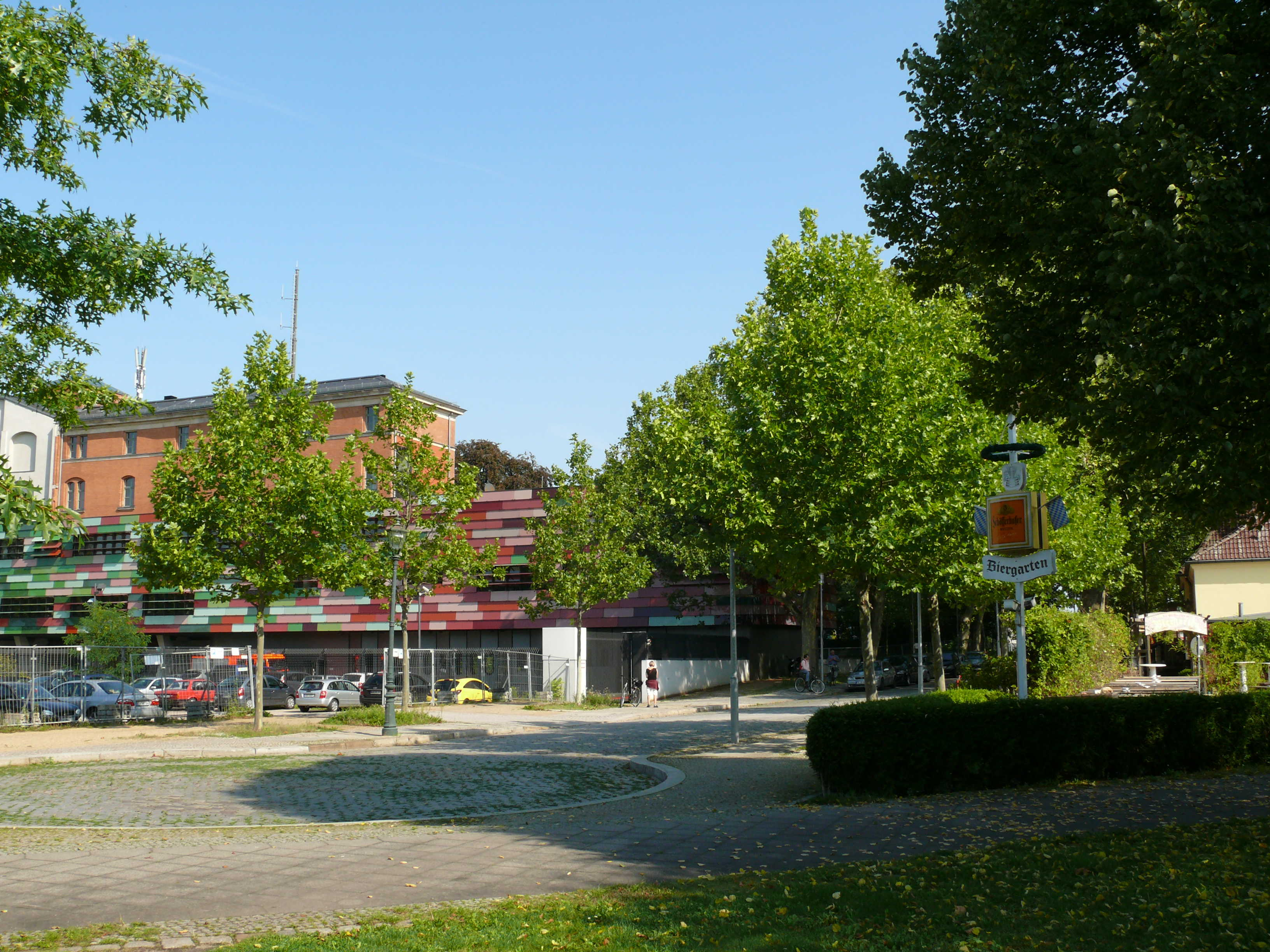
Erhaltener Erweiterungsbau mit Feuerwache und Blick auf den Biergarten